# Istoria NATO

Președintele Richard Nixon se adresează membrilor NATO în cadrul unei întâlniri din 1969.

Istoria Organizației Tratatului Atlanticului de Nord (NATO) începe imediat după încheierea celui de-Al Doilea Război Mondial cu politica de îngrădire promovată de diplomația britanică cu scopul de a limita influența Uniunii Sovietice și a întrerupe expansiunea sovietică în Europa. Regatul Unit și Franța au semnat în 1947 Tratatul de la Dunkerque, un acord defensiv, iar un an mai târziu, cele trei țări ale uniunii Benelux (Belgia, Țările de Jos și Luxemburg) au intrat în alianță odată cu semnarea Tratatului de la Bruxelles, semnatarii având obligația să răspundă militar în cazul unei agresiuni armate împotriva unui stat membru. Britanicii au negociat cu Washingtonul, fiind dornici să găsească noi aliați, iar în 1949 a luat naștere NATO, cei mai noi membri ai săi fiind Statele Unite, Canada, Italia, Portugalia, Norvegia, Danemarca și Islanda. Germania de Vest s-a alăturat organizației în 1955, iar Spania în 1982.
Structura NATO a evoluat pe parcursul Războiului Rece. O structură militară de comandă integrată a fost înființată pentru prima dată în 1950, deoarece a devenit evident că alianța va fi nevoită să-și întărească forțele defensive pe termen lung pentru a rezista în fața unui potențial atac sovietic. În aprilie 1951, a fost înființat Sediul Central al Forțelor Aliate din Europa (SHAPE); mai târziu, au fost adăugate patru sedii subordonate în Europa de Nord, Europa Centrală, regiunea de sud și Marea Mediterană.
Din anii 1950 până în 2003, comandanții strategici au fost Comandantul Suprem al Forțelor Aliate (SACEUR) și Comandamentului Suprem Aliat din zona Atlanticului⁠(d) (SACLANT).

## Origini

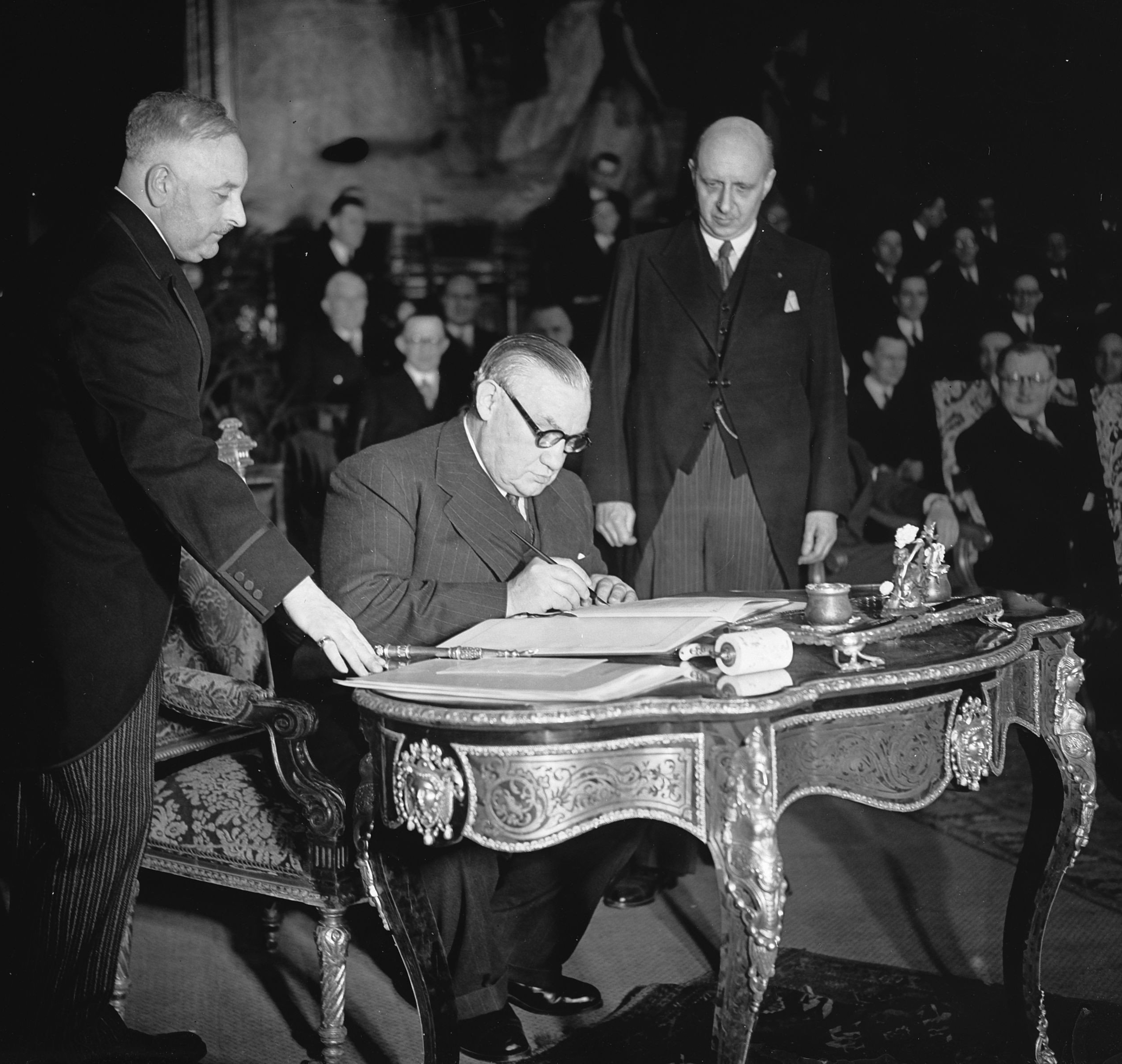
Secretarul britanic pentru afaceri externe Ernest Bevin semnează Tratatul de la Bruxelles în 1948.

Tratatul de la Bruxelles a fost un tratat de apărare reciprocă împotriva amenințării sovietice din perioada postbelică. A fost semnat la 17 martie 1948 de Belgia, Țările de Jos, Luxemburg, Franța și Regatul Unit și a fost precursorul al alianței NATO. Amenințarea sovietică a devenit evidentă odată cu Blocada Berlinului în 1948, eveniment care a influențat crearea unei organizații defensive multinaționale intitulate Organizația de Apărare a Uniunii Occidentale⁠(d) în luna septembrie a aceluiași an. Cu toate acestea, statele membre erau mult prea slabe din punct de vedere militar pentru a ține piept forțelor militare sovietice⁠(d). Mai mult, lovitura de stat din Cehoslovacia a răsturnat un guvern ales în mod democratic, iar ministrul britanic de externe Ernest Bevin a reiterat că cea mai bună modalitate de a preveni o altă Cehoslovacie este dezvoltarea unei strategii militare comune. Propunerea sa a fost privită cu ochi buni în Statele Unite, americanii fiind îngrijorați de situația politică din Italia și de Partidul Comunist Italian.
În 1948, liderii europeni s-au întâlnit cu reprezentanți din domeniul apărării, militari și diplomați americani la Pentagon, abordând posibilitatea înființării unei organizații fără precedent. Ca urmare a acestor discuții, a luat naștere Tratatul Atlanticului de Nord, iar Statele Unite l-au semnat la 4 aprilie 1949. Ceilalți semnatari ai acordului erau cele cinci state ale Tratatului de la Bruxelles, Canada, Portugalia, Italia, Norvegia, Danemarca și Islanda. Primul secretar general al NATO, Hastings Ismay, a declarat în 1949 că scopul organizației era „să-i țină la distanță pe ruși, pe americani aproape și pe germani la pământ”. Sprijinul popular pentru semnarea tratatului nu a fost unanim, unii islandezi luând parte la o revoltă proneutralitate și antiaderare⁠(d) în martie 1949. Înființarea NATO poate fi interpretată drept o consecință instituțională a unei școli de gândire numite atlantism, al cărei scop era promovarea cooperării transatlantice.

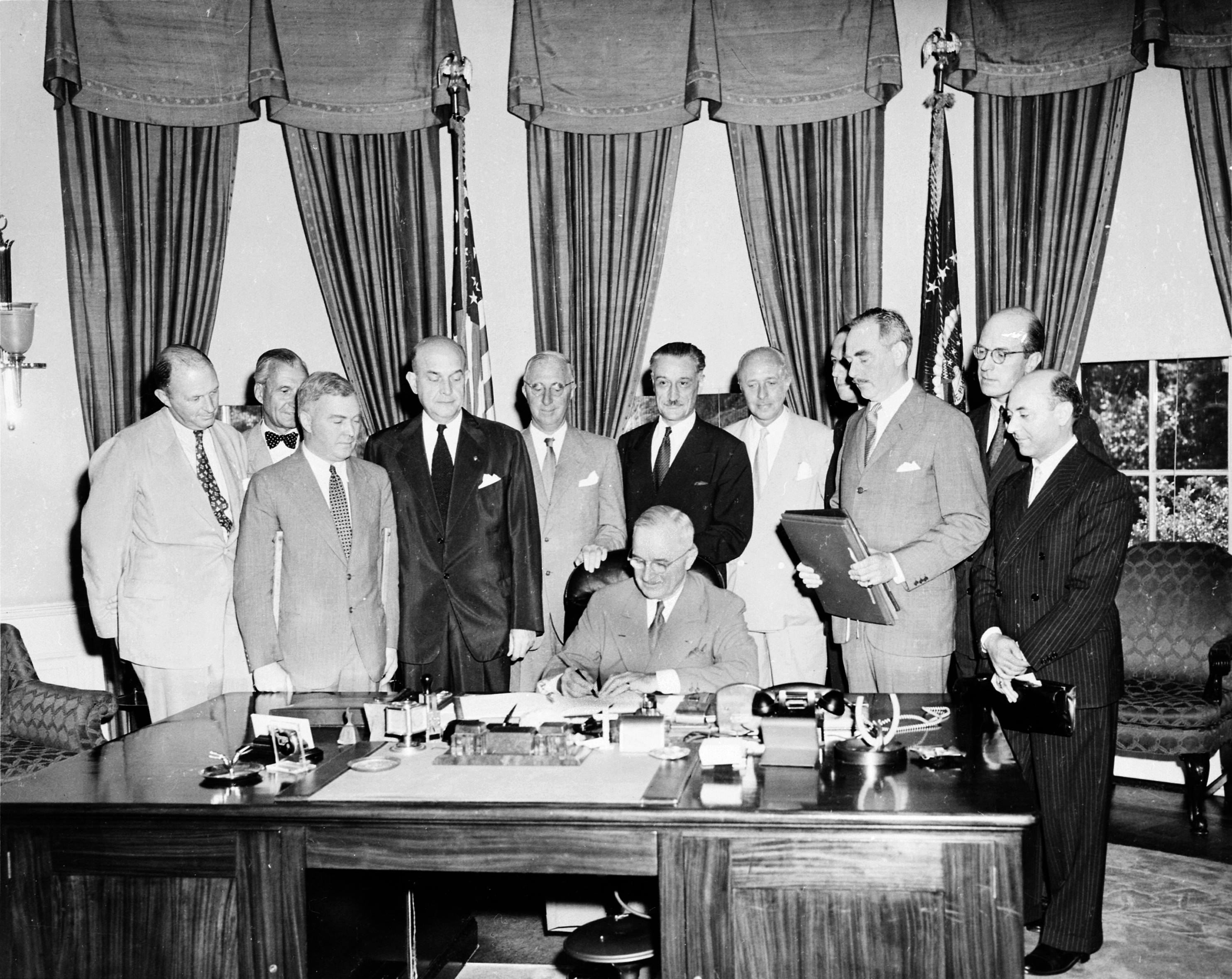
Tratatul Atlanticului de Nord este semnat de președintele Harry S. Truman la 4 aprilie 1949. Acesta a fost ratificat de Statele Unite în luna august a aceluiași an.

Membrii au căzut de acord că o agresiune militară împotriva oricărui stat membru din Europa sau America de Nord va fi considerată o agresiune împotriva tuturor. În consecință, aceștia au convenit că, în cazul în care are loc un atac militar, fiecare stat membru, în exercitarea dreptului la autoapărare individuală sau colectivă, va asista statul agresat și va lua măsurile pe care le va considera necesare, inclusiv utilizarea forței armate, pentru a restabili și menține securitatea zonei Atlanticului de Nord. Tratatul nu-și obligă membrii să răspundă cu acțiuni militare împotriva unui stat agresor. Deși s-au angajat să ajute statul atacat, aceștia au libertatea de a alege modul în care vor interveni. Acest lucru diferă de articolul IV din Tratatul de la Bruxelles, care prevede în mod clar că răspunsul este de natură militară. Totuși, se presupune că membrii alianței vor sprijini militar statul agresat. Tratatul a fost clarificat ulterior pentru a include atât teritoriul statelor membre, cât și „navele, infanteria sau aeronavele” acestora desfășurate la nord de Tropicul Racului, inclusiv unele departamente de peste mări ale Franței.
Crearea NATO a adus cu sine o anumită standardizare⁠(d) a terminologiei⁠(d), procedurilor și tehnologiilor militare ale aliaților, ceea ce, în numeroase cazuri, a însemnat că țările europene au adoptat practicile Statelor Unite. Aproximativ 1300 de acorduri de standardizare (STANAG) au codificat o mare parte din procedurile comune pe care le-a realizat NATO. Astfel, cartușul de pușcă NATO de 7,62 × 51 mm⁠(d) a fost introdus în anii 1950 în calitate de cartuș standard utilizat de armatele multor țări din cadrul organizației. Pușca FN FAL⁠(d), fabricată de Fabrique Nationale Herstal⁠(d), compatibilă cu cartușul NATO de 7,62 mm, a fost adoptată de 75 de țări, inclusiv multe din afara NATO. De asemenea, semnalele de ghidare a avioanelor⁠(d) au fost standardizate astfel încât orice aeronavă NATO să poată ateriza la orice bază a alianței. Alte implementări, cum ar fi alfabetul fonetic NATO, au ajuns să fie utilizate inclusiv de populația civilă.

## Războiul Rece

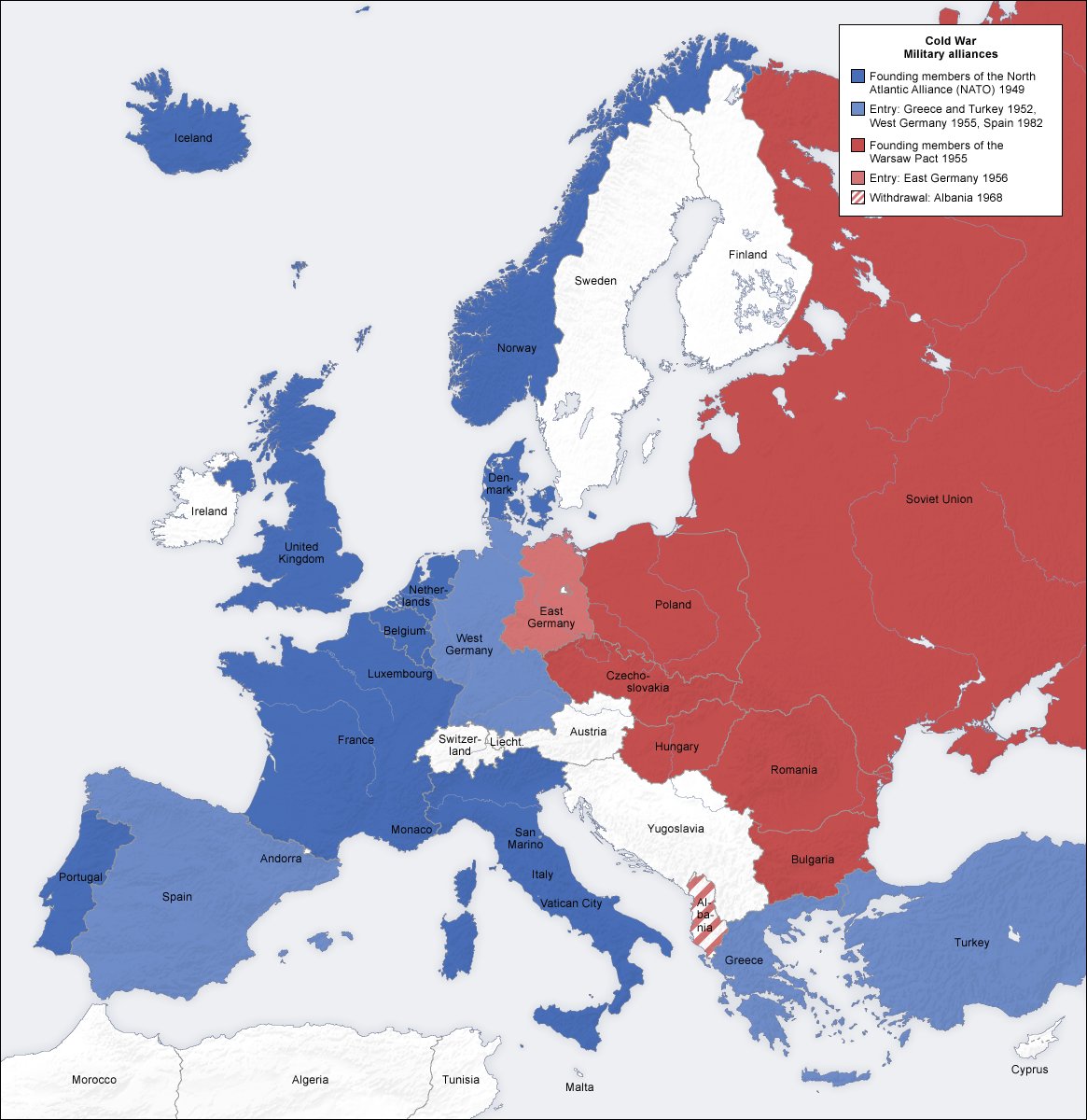
În timpul Războiului Rece, Europa a fost împărțită între două alianțe militare - NATO și Pactului de la Varșovia.

Izbucnirea Războiului din Coreea în iunie 1950 a reprezentat un moment crucial pentru NATO, deoarece a scos în evidență faptul că toate țările comuniste lucrează împreună și a forțat alianța să dezvolte planuri militare concrete. Sediul Central al Forțelor Aliate din Europa (SHAPE) a fost creat pentru a direcționa forțele militare în Europa și a început să lucreze sub comanda Comandantului Suprem al Forțelor Aliate Dwight Eisenhower în ianuarie 1951. În septembrie 1950, Comitetul Militar al Organizației Tratatului Atlanticului de Nord⁠(d) a cerut alcătuirea unor forțe armate convenționale care să poată țină piept sovieticilor și a reafirmat această poziție la reuniunea Consiliului Atlanticului de Nord din februarie 1952 de la Lisabona. În cadrul conferinței, unde s-a urmărit înzestrarea forțelor armate pentru planul de apărare pe termen lung al NATO, s-a cerut extinderea la 96 de divizii. Cu toate acestea, în anul următor, cererea a fost reformulată și s-au cerut aproximativ 35 de divizii, fiind accentuată utilizarea armelor nucleare. În această perioadă, NATO putea desfășura în jur de 15 divizii în Europa Centrală și alte 10 divizii în Italia și Scandinavia. Tot la Lisabona a fost înființată poziția de secretar general al NATO, iar Lordul Ismay a fost numit în cele din urmă în această funcție.
În septembrie 1952 au avut loc primele exerciții militare⁠(d) navale majore ale organizației. În cadrul exercițiului Mainbrace⁠(d), peste 50.000 de militari și 200 de nave de război au participat la manevre militare pentru apărarea Danemarcei și Norvegiei. Alte exerciții militare importante au fost exercițiul Grand Slam⁠(d) și exercițiul Longstep⁠(d), ambele desfășurate în Marea Mediterană; Italic Weld, un exercițiu cu trupe de infanterie, forțe maritime și forțe aeriene; Grand Repulse, manevre comune ale Armatei Britanice de pe Rin⁠(d) (BAOR), Corpului Olandez și Forțelor Aeriene ale Aliaților din Europa Centrală⁠(d) (AAFCE); Monte Carlo, un exercițiu aer-sol cu lovituri nucleare coordonat de Sediul Forțelor Aliate Heidelberg⁠(d) și Weldfast, un exercițiu cu trupe americane, britanice, grecești, italiene și turcești în Marea Mediterană.

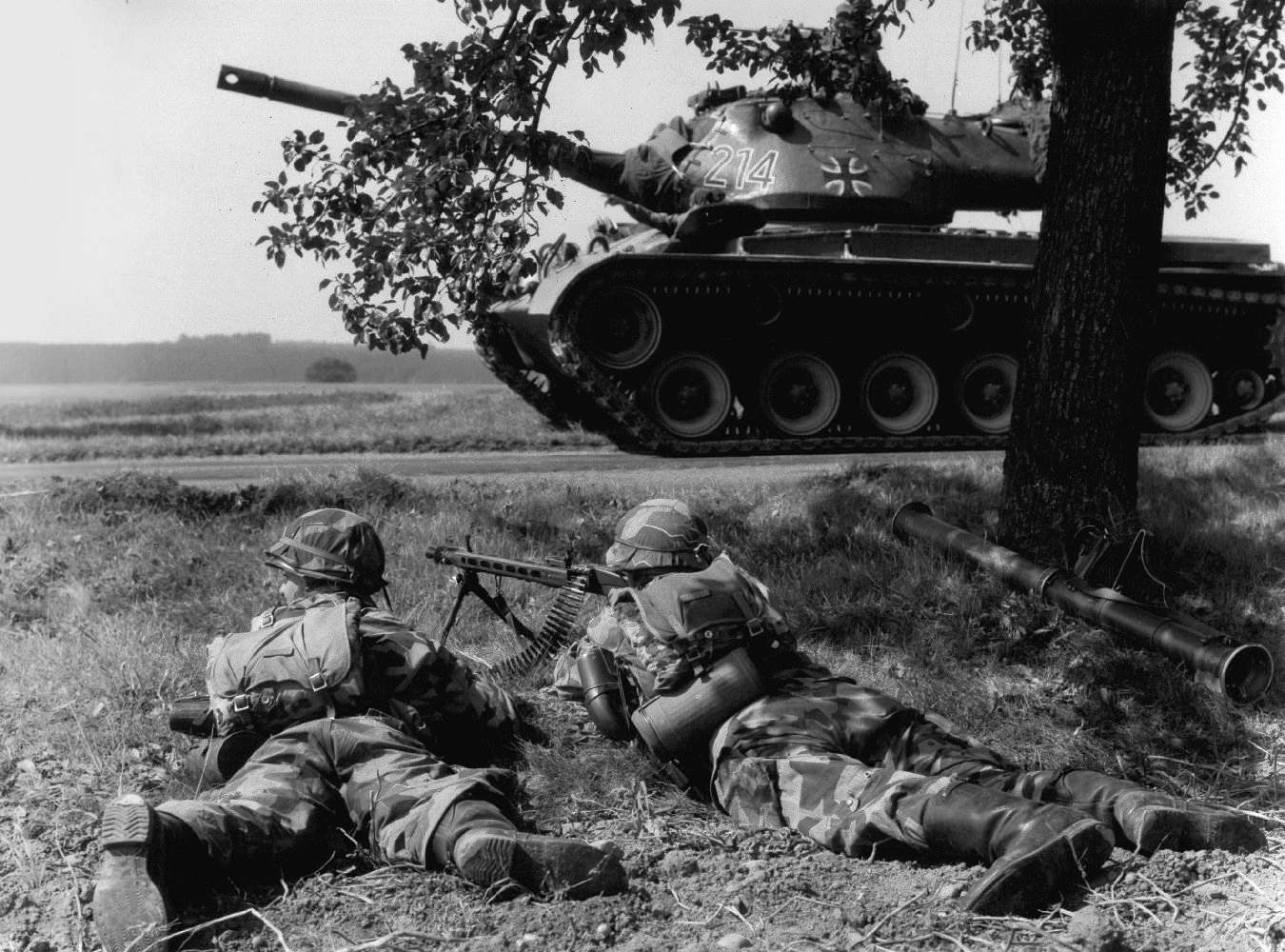
Armata germană reprezenta cea mai mare forță militară terestră de la frontiera Europei Centrale.

După ce Grecia și Turcia s-au alăturat alianței în 1952, a avut loc o serie de negocieri controversate, cu precădere între Statele Unite și Marea Britanie, cu privire la modul în care cele două țări vor fi introduse în structura de comandă. În același timp, toate operațiunile desfășurate în spatele liniilor inamice sub comanda Uniunii Vest-Europene cu scopul de a sprijini mișcările de rezistență în cazul unei invazii sovietice, inclusiv Operațiunea Gladio, au fost transferate sub controlul NATO. Legăturile dintre armatele alianței au fost consolidate prin intermediul NATO Tiger Association⁠(d) și prin competiții precum Canadian Army Trophy⁠(d).
În 1954, Uniunea Sovietică și-a dorit să devină membră NATO. Țările membre, considerând că U.R.S.S. intenționează să slăbească alianța prin aderare, au respins propunerea. La 17 decembrie 1954, Consiliul Atlanticului de Nord a aprobat MC 48, un document cheie în dezvoltarea strategiei nucleare a organizației. Conform MC 48, NATO trebuie să folosească arme nucleare încă de la început în cazul unui război cu Uniunea Sovietică, indiferent dacă aceștia au ales sau nu să le folosească. Acest document i-a oferit Comandantului Suprem al Forțelor Aliate din Europa (SACEUR) aceleași prerogative cu privire la utilizarea armelor nucleare pe care le avea și comandantul suprem al Strategic Air Command.
La 9 mai 1955, Germaniei de Vest a devenit membră a organizației. Această aderare a fost descrisă drept „un punct de cotitură în istoria continentului nostru” de către politicianul norvegian Halvard Lange⁠(d), la vremea respectivă ministru al afacerilor externe⁠(d) al Norvegiei. Aderarea Germaniei de Vest la NATO a fost justificată de faptul că fără armata germană, aliații nu ar putea respinge o posibilă invazie sovietică. O consecință a acestei decizii a fost Pactul de la Varșovia, un acord militar semnat la 14 mai 1955 de Uniunea Sovietică, Ungaria, Cehoslovacia, Polonia, Bulgaria, România, Albania și Germania de Est, delimitând astfel cele două părți opuse ale Războiului Rece.
Trei exerciții majore au avut loc concomitent în toamna anului 1957. Operațiunea Counter Punch, Operațiunea Strikeback⁠(d) și Operațiunea Deep Water⁠(d) au fost cele mai ambițioase exerciții militare realizate de alianță până la momentul respectiv, peste 250.000 de oameni, 300 de nave și 1.500 de avioane luând parte la antrenamente.

## Retragerea parțială a Franței

Hartă cu bazelor aeriene NATO din Franța înainte de retragerea țării din alianță în 1966 în baza deciziei președintelui Charles de Gaulle.

Solidaritatea NATO a fost pusă la grea încercare în timpul președinției lui Charles de Gaulle. Președintele francez era nemulțumit de rolul puternic pe care Statele Unite îl avea în cadrul alianței și de relația specială⁠(d) dintre aceasta și Regatul Unit. Într-un memorandum trimis președintelui american Dwight Eisenhower și prim-ministrului britanic Harold Macmillan la 17 septembrie 1958, de Gaulle a militat pentru crearea unui directorat tripartit, care să pună Franța pe picior de egalitate cu SUA și Marea Britanie.
Mâhnit de răspunsul primit, președintele francez a inițiat construcția unei forțe militare independente. Acesta dorea ca Franța, în cazul unei invazii est-germane a Germaniei de Vest, să poată negocia un acord de pace cu țările blocului sovietic și să nu fie atrasă într-un război de mare anvergură ca parte a alianței NATO. În februarie 1959, Franța și-a retras flota mediteraneană⁠(d) de la comanda organizației, iar ulterior a interzis staționarea armelor nucleare străine pe teritoriile franceze. Acest lucru a determinat Statele Unite să transfere 300 de avioane militare din Franța și să redea francezilor controlul asupra bazelor aeriene pe care le operase în Franța⁠(d) din 1950 până în 1967.
Deși Franța a fost solidară cu celelalte membre NATO în timpul crizei rachetelor cubaneze din 1962, de Gaulle a continuat să dezvolte forțele defensive franceze prin îndepărtarea flotei din Oceanul Atlantic și Canalul Mânecii aflate sub comanda NATO. În 1966, toate forțele armate franceze au fost înlăturate din structura militară de comandă integrată a alianței și toate trupelor NATO nonfranceze au fost obligate să părăsească Franța. Retragerea a forțat mutarea SHAPE din Rocquencourt⁠(d) în Casteau⁠(d), Belgia, inaugurarea având loc la 16 octombrie 1967. Totuși, Franța a rămas membră NATO și s-a angajat în apărarea Europei în cazul unui atac al țărilor Pactului de la Varșovia prin forțele armate staționate în Germania de Vest. O serie de acorduri secrete între oficialii americani și francezi - Acordurile Lemnitzer-Ailleret - detaliau modul în care forțele franceze ar fi reintegrate în structura de comandă dacă ar izbucni un război între cele două blocuri.
Când de Gaulle și-a anunțat decizia de a retrage Franța din structura de comanda integrată NATO, președintele american Lyndon Johnson a sugerat că Franța va redeveni parte a alianței odată cu plecarea lui de Gaulle din funcția de președinte. Această viziune a devenit realitate în 2009, când Franța a anunțat că dorește să redevină membru cu drepturi depline în cadrul Summitului Strasbourg–Kehl⁠(d).

## Détenteși escaladare

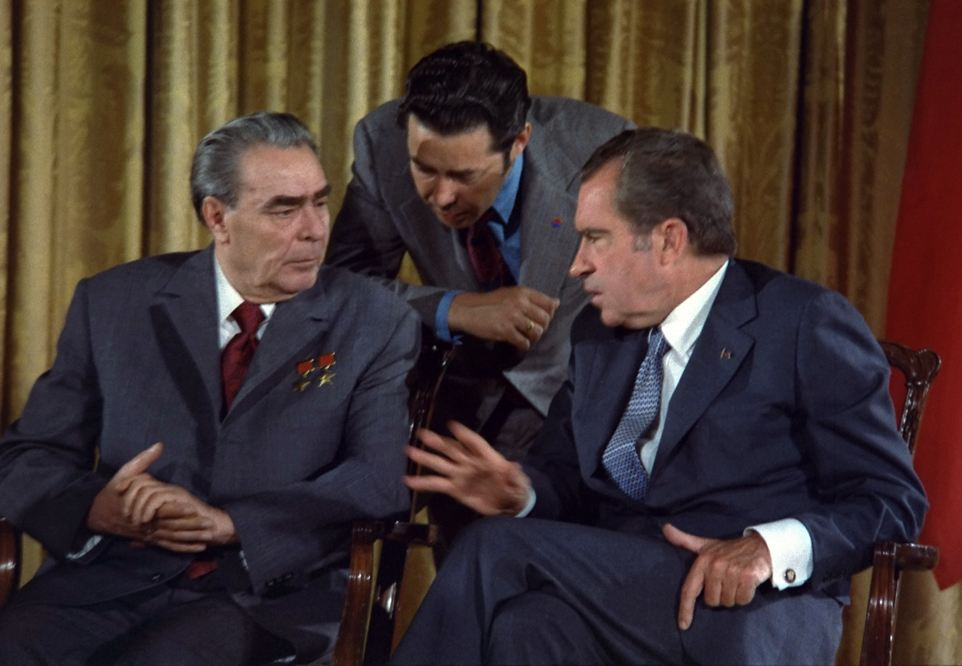
O întâlnire între Leonid Brejnev și Richard Nixon în 1973. Politica de destindere a avut ca scop relaxarea relațiilor tensionate dintre cele două mari superputeri.

Pe parcursul Războiului Rece, NATO a ținut sub observație Uniunea Sovietică și țările Pactului de la Varșovia, fiind astfel evitate conflictele militare directe. La 1 iulie 1968, a fost semnat Tratatul privind Neproliferarea a Armamentului Nuclear. NATO a susținut că acordurile sale de partajare a bombelor atomice⁠(d) nu încălcau tratatul, deoarece acestea rămâneau sub comanda forțelor americane. Puține state știau la momentul respectiv despre angajamentele de partajare nucleară ale alianței. În mai 1978, țările membre au definit în mod oficial două obiective complementare ale NATO: menținerea securității și promovarea unei politici de destindere. Mai precis, capabilitățile militare defensive ale alianței trebuie să fie la fel de puternice precum capabilitățile militare ofensive ale țărilor blocului estic, însă fără să declanșeze o altă cursă a înarmării.
La 12 decembrie 1979, odată cu dezvoltarea capabilităților nucleare ale țărilor Pactului de la Varșovia, miniștrii au aprobat desfășurarea în Europa a rachetelor de croazieră GLCM⁠(d) americane și a armelor nucleare balistice Pershing II⁠(d). De asemenea, noile focoase aveau menirea de a consolida poziția de negociere a Occidentului în ceea ce privește procesul de dezarmare nucleară. Această politică a fost numită politică Dual Track⁠(d). În mod similar, în 1983 și 1984, ca răspuns la staționarea rachetelor cu rază medie de acțiune SS-20 ale țărilor din Blocul estic în Europa, NATO a desfășurat rachete moderne Pershing II programate să lovească ținte militare precum formațiunile de tancuri în cazul unui război. Această decizia a condus la proteste ale mișcării pentru pace în Europa de Vest, iar sprijinul pentru staționarea acestora pe continent a scăzut.
În 1974, ca urmare a invaziei turce a Ciprului, Grecia și-a retras forțele din structura de comandă militară a NATO, dar a fost readmisă în 1980 cu cooperarea turcilor. Războiul Falkland dintre Regatul Unit și Argentina nu a dus la implicarea țărilor NATO, deoarece articolul 6 din Tratatul Atlanticului de Nord specifică că autoapărarea colectivă este activată doar în cazul atacurilor militare asupra teritoriilor statelor membre situate la nord de Tropicul Cancerului.
La 30 mai 1982, Spania devine cel mai nou membru al NATO, aderarea fiind confirmată prin referendumul din 1986. La apogeul Războiului Rece, forțele armate ale celor 16 țări membre cuprindeau 5.252.800 de militari activi, inclusiv 435.000 de trupe americane desfășurate pe continent⁠(d), sub o structură de comandă formată din 78 de cartiere generale, organizate în patru eșaloane.

## După Războiul Rece

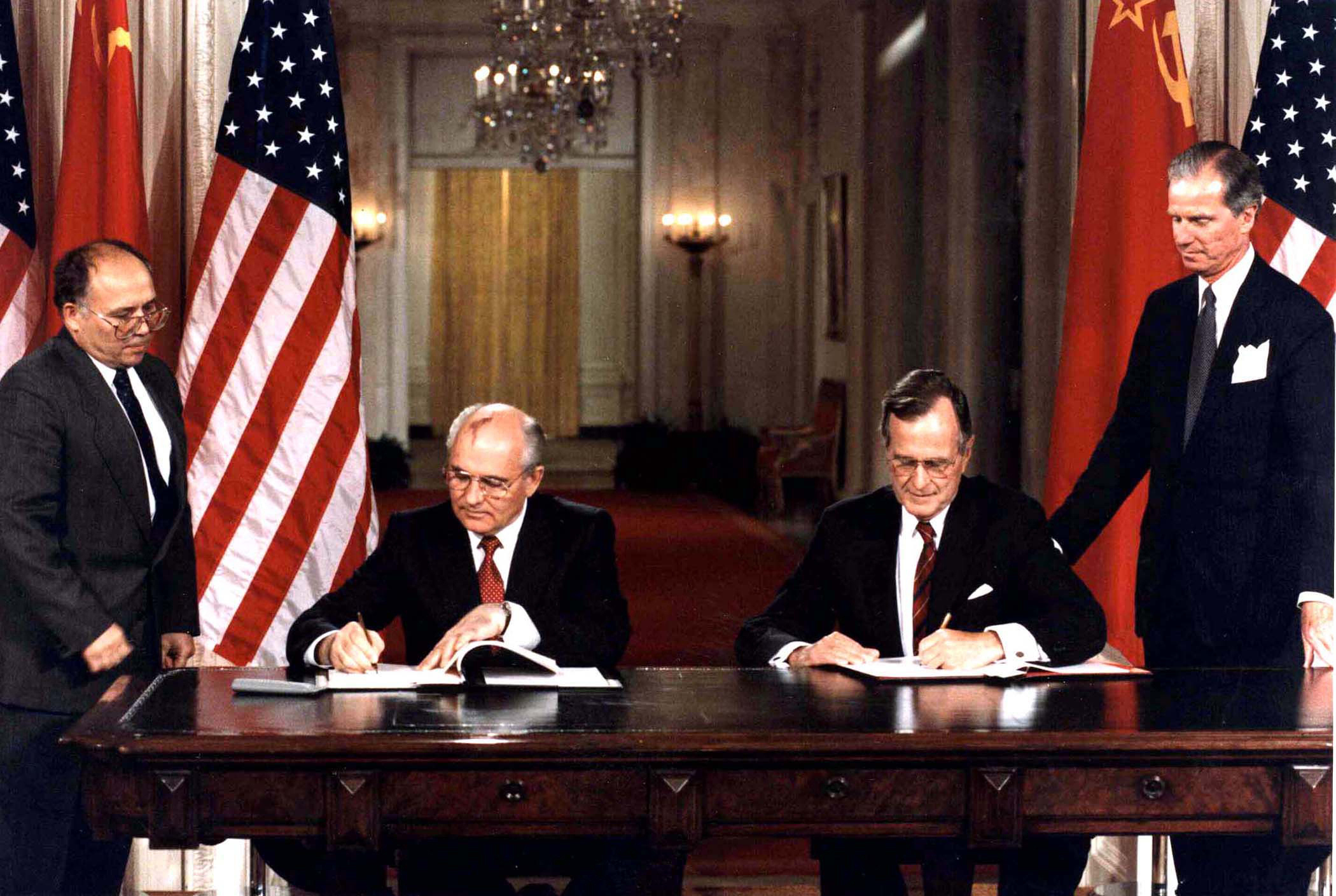
Reformele promovate de președinții Mihail Gorbaciov și George W.H. Bush au condus la destrămarea Pactului de la Varșovia.

Revoluțiile declanșate în 1989 și dizolvarea Pactului de la Varșovia în 1991 au îndepărtat de facto principalul adversar al NATO și au provocat o reevaluare strategică a scopului, naturii, sarcinilor și priorității NATO pe continentul european. Schimbarea a început odată cu semnarea Tratatului privind Forțele Armate Convenționale în Europa în 1990 de către NATO și Uniunea Sovietică; acesta prevedea reducerea numărului de trupe și echipamente militare desfășurate pe continent. Proces a continuat și după destrămarea Uniunii Sovietice în decembrie 1991. La momentul respectiv, 34% din cheltuielile militare ale organizației erau asigurate de țările europene; în 2012, contribuțiile lor au scăzut la 21%. La NATO au început să adere țări din Europa Centrală și de Est, iar alianța a devenit implicată în acțiuni politice și umanitare.
După destrămarea URSS, prima extindere a organizației a avut loc prin reunificarea Germaniei la 3 octombrie 1990, când Germania de Est a devenit parte a Republicii Federale Germania și a alianței. Acest lucru a fost abordat în cadrul Tratatului reglementărilor finale cu privire la Germania. Pentru a obține aprobarea sovietică, NATO a declarat că nu va staționa trupe străine sau arme nucleare pe teritoriile estice ale țării. Nu a existat niciun angajament oficial cu privire la extinderea alianței spre est, dar există opinii divergente cu privire la angajamentele informale asumate de negociatori. Jack Matlock, ambasadorul american în Uniunea Sovietică, a declarat că Occidentul le-a promis sovieticilor că vor respinge cererile de aderare ale statelor estice, iar conform documentelor desecretizate, negociatorii sovietici credeau că țări precum Cehoslovacia, Ungaria și Polonia nu vor fi acceptate în alianță. Hans-Dietrich Genscher, ministrul vest-german de externe, a declarat într-o conversație cu Eduard Shevardnadze: „Totuși, pentru noi un lucru este sigur: NATO nu se va extinde spre est”. În 1996, Gorbaciov a scris în Memoriile sale că „în timpul negocierilor privind unificarea Germaniei, ne-au dat asigurări că NATO nu își va extinde zona de operare spre est” și a repetat această afirmație într-un interviu din 2008. Cu toate acestea, în 2014, Gorbaciov a afirmat contrariul: „Tema extinderii NATO nu a fost discutată [în 1990] și nu a fost adusă în discuție în acei ani. Îmi asum responsabilitatea pentru aceste declarații. Nici liderii occidentali nu au adus-o în discuție.” Conform lui Robert Zoellick⁠(d), un oficial al Departamentului de Stat al Statelor Unite implicat în procesul de negociere al tratatului de reunificare a Germaniei, nu a fost asumat niciun angajament oficial cu privire la extinderea alianței spre est. De asemenea, istoricul Mark Kramer, profesor la Universitatea Harvard, infirmă existența unui acord informal. Memorandumurile publicate de Arhiva Securității Naționale⁠(d) în 2017 indică faptul că, într-adevăr, oficialilor sovietici li s-a promis în 1990 și 1991 că NATO nu se va extinde spre est.
În procesul de restructurare, structura militară a alianței a fost modificată și reorganizată, fiind înființat Corpul de Reacție Rapidă al Comandamentului Aliat al Cartierului General din Europa⁠(d). După prăbușirea Uniunii Sovietice, schimbarea echilibrului militar din Europa a fost recunoscut în baza Adapted Conventional Armed Forces in Europe Treaty⁠(d) semnat de 30 de țări în 1999, ratificat de Rusia în 2000, însă neratificat de niciun membru NATO. Politicile președintelui francez Nicolas Sarkozy au dus la o reformă majoră a poziției militare a Franței, țara redevenind membru cu drepturi depline la 4 aprilie 2009. De asemenea, a fost reintegrată în structura de comandă militară a NATO, dar a continuat să promoveze în mod independent o politică de descurajare.

## Extindere și reformă

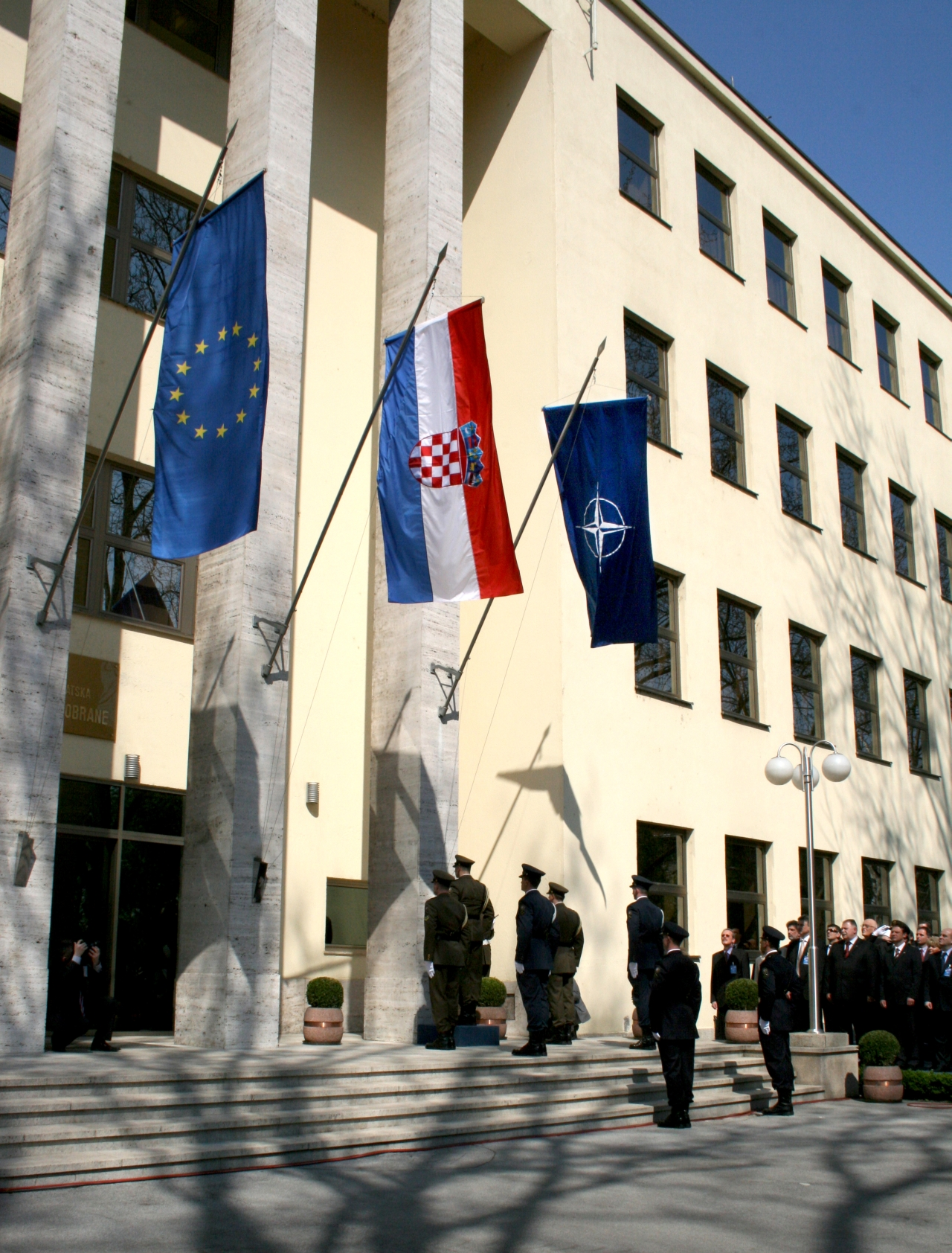
Abordarea drapelului NATO în cadrul unei ceremonii organizate cu ocazia aderării Croației în 2009.

Între 1994 și 1997, au fost înființate forumuri de cooperare regională între NATO și vecinii săi precum Parteneriatul pentru Pace, inițiativa Dialogul Mediteranean și Consiliul Parteneriatului Euro-Atlantic. În 1998, a fost înființat Consiliul NATO-Rusia⁠(d). La 8 iulie 1997, trei țări din fostul bloc comunist - Ungaria, Republica Cehă și Polonia - au fost invitate să adere la NATO. Acestea au acceptat invitația, aderarea maghiară fiind aprobată prin referendumul din 1997⁠(d), unde 85,3% dintre alegători au votat în favoarea deciziei.
Președintele ceh Vaclav Havel a salutat extinderea: „Nu am făcut niciodată parte dintr-o alianță de securitate atât de vastă, solidă și sigură, care să respecte în același timp suveranitatea și voința națiunii noastre”. Ministrul polonez de externe Bronislaw Geremek a salutat, de asemenea, extinderea: „Polonia se întoarce pentru totdeauna acolo unde i-a fost mereu locul: în lumea liberă”. Ministrul maghiar de externe Janos Martonyi a declarat că extinderea a demonstrat că Ungaria se întoarce „în habitatul ei natural”. Extinderea a fost salutată și de secretarul de stat american Madeleine Albright, care a declarat că aderarea acestor țări va influența „estul Europei exact așa cum NATO a influențat vestul Europei: în mod constant și sistematic, vom continua să ștergem – nu să înlocuim – linia trasată în Europa de cizma însângerată a lui Stalin”.
Extinderea a fost criticată în Statele Unite de unii lideri politici și militari ca fiind o „eroare strategică de proporții istorice”. Conform lui George F. Kennan, diplomat american și fost susținător al politicii de îngrădire, decizia „s-ar putea să aibă un efect negativ asupra dezvoltării democrației ruse; să restabilească atmosfera Războiului Rece în relațiile est-vest⁠(d), să împingă politica externă a Rusiei în direcții care nu vor fi nu pe placul nostru”.
Câțiva ani mai târziu, alte șapte țări din Europa Centrală și de Est au obținut calitatea de membru NATO: Estonia, Letonia, Lituania, Slovenia, Slovacia, Bulgaria și România. Reprezentanții țărilor au fost invitați pentru prima dată să discute procesul de aderare în timpul summitului de la Praga din 2002 și s-au alăturat organizației la 29 martie 2004, cu puțin timp înainte de summitul de la Istanbul din 2004⁠(d). Aderarea Sloveniei a fost aprobată printr-un referendum⁠(d) în care 66,02% dintre alegători au votat în favoarea deciziei. Intrarea României în NATO este deosebit de importantă, deoarece poziția strategică Poarta Focșanilor ajungea sub umbrela NATO.
Odată cu extinderea alianței, au apărut și structuri militare noi. În 1997, NATO, în baza unui tratat, a căzut de acord să reducă semnificativ numărul structurilor sale de comandă de la 62 la 20. Forța de răspuns a NATO⁠(d) (NRF) a fost lansată în cadrul summitului de la Praga din 2002, primul summit organizat într-o fostă țară a Consiliului de Ajutor Economic Reciproc. La 19 iunie 2003, a fost inițiată o nouă restructurare a structurilor de comandă militară, deoarece Comandamentul Suprem Aliat din zona Atlanticului a fost desființat și un nou comandament - Comandamentului Aliat pentru Transformare⁠(d) (ACT) - a fost înființat în Norfolk, Virginia, iar Sediul Central al Forțelor Aliate din Europa (SHAPE) a devenit Sediul General al Operațiunilor Comandamentului Forțelor Aliate (ACO). ACT este însărcinat cu adaptarea capabilităților militare, iar ACO este responsabil cu planificarea și punerea în aplicare a operațiunilor militare. În martie 2004, au început misiunile de poliție aeriană în țările baltice⁠(d) în vederea patrulării spațiului aerian al acestora. Tot la summitul de la Istanbul, NATO a lansat Inițiativa de cooperare, fiind promovată o politică de cooperare cu patru țări din Golful Persic.
Summitul de la Riga din 2006⁠(d) a scos în evidență problemele de securitate energetică. A fost primul summit NATO organizat într-o fostă republică a Uniunii Sovietice. La summitul de la București din aprilie 2008, NATO a fost de acord cu aderarea Croației și Albaniei, ambele devenind membre ale alianței în aprilie 2009. Ucrainei și Georgiei li s-a promis că vor fi acceptate în cele din urmă. Rusia a reacționat negativ atât la posibilitatea ca Ucraina și Georgia să devină membre NATO, cât și la planurile NATO de a construi un sistem de apărare antirachetă⁠(d). Rachete antibalistice⁠(d) urmau să fie staționate în Polonia și Republica Cehă. Deși liderii alianței au dat asigurări că sistemul nu vizează Rusia, președinții ruși Vladimir Putin și Dmitri Medvedev au criticat sistemul ca fiind o amenințare la adresa țării.
În 2009, președintele american Barack Obama a propus utilizarea sistemului de luptă naval Aegis⁠(d), însă planul de a construi sisteme de apărare antirachetă în Turcia, Spania, Portugalia, România și Polonia a rămas neschimbat. De asemenea, NATO plănuiește să-și îmbunătățească rachetele nucleare tactice B61⁠(d) în vederea descurajării nucleare și să le utilizeze pe Lockheed Martin F-35 Lightning II. La 15 iunie 2016, NATO a recunoscut oficial războiul cibernetic⁠(d) ca domeniu operațional de război. Prin urmare, orice atac cibernetic împotriva membrilor NATO poate declanșa articolul 5 din Tratatul Atlanticului de Nord. De asemenea, la 4 decembrie 2019, NATO a recunoscut războiul spațial ca domeniu operațional.
Muntenegru a devenit al 29-lea membru al alianței la 5 iunie 2017, aderarea fiind criticată vehement de Rusiei. La 27 martie 2020, Macedonia de Nord a devenit al 30-lea și cel mai nou membru după ce a soluționat o dispută cu Grecia cu privire la numele țării.